# Euxoa punctifera
Euxoa punctifera là một loài bướm đêm trong họ Noctuidae.